# Tarphiota densa
Tarphiota densa är en skalbaggsart som först beskrevs av Moore 1978.  Tarphiota densa ingår i släktet Tarphiota och familjen kortvingar. Inga underarter finns listade i Catalogue of Life.